# غاري إس. سكوت
غاري إس. سكوت (بالإنجليزية: Gary S. Scott)‏ هو ملحن أمريكي، ولد في 1953.

## وصلات خارجية
- غاري إس. سكوت على موقع IMDb (الإنجليزية)
- غاري إس. سكوت على موقع قاعدة بيانات الفيلم (الإنجليزية)